# Neostigmin
Neostigmin (Prostigmin, Vagostigmin) je parasimpatomimetik koji deluje kao reverzibilni inhibitor acetilholinesteraze.

## Hemija
Neostigmin, N,N,N-trimetil-meta-(dimetilkarbomoiloksi)-fenilamonijum metilsulfonat, koji se može smatrati pojednostavljenim analogom fizostigmina, se može formirati rekcijom 3-dimetulaminofenola sa N-dimetilkarbamoil hloridom. Time se formira dimetilkarbamat, čijom naknadnom alkilacijom koristeći dimetilsulfat nastaje željeno jedinjenje.

## Spoljašnje veze
|  | Molimo Vas, obratite pažnju na važno upozorenje u vezi sa temama iz oblasti medicine (zdravlja). |